# Japan Soccer League 1988-1989
La stagione 1988-1989 è stata la ventiquattresima edizione della Japan Soccer League, massimo livello del campionato giapponese di calcio.

## Avvenimenti

### Antefatti
Mentre Nippon Kokan (che all'inizio stagione cambiò nome, divenendo NKK) e Yomiuri confermarono in sostanza le proprie formazioni, il Furukawa Electric svecchiò la propria rosa lasciando liberi i veterani Yoshikazu Nagai e Yasuhiko Okudera. Nissan Motors e Yamaha Motors puntarono invece sui giovani promuovendo, rispettivamente, Kenta Hasegawa e Katsumi Ōenoki. Il neopromosso ANA Yokohama cambiò il nome in All Nippon Airways e si affidò agli argentini Jorge Albero e Fernando Moner, mentre Mitsubishi Heavy Industries e Matsushita Electric si assicurarono giocatori asiatici pescando, rispettivamente, dalla Cina e dalla Thailandia.
La più importante novità regolamentare vede l'assegnazione, limitatamente alla prima divisione, di tre punti per ogni squadra che vince un match.

### Campionato
Il torneo prese il via il 15 settembre 1988 con la prima giornata della seconda divisione, mentre le gare del primo raggruppamento iniziarono otto giorni dopo: dopo una settimana, il Nissan Motors pose fine al lungo periodo di imbattibilità dei campioni in carica dello Yamaha Motors e prese definitivamente il comando della classifica. Di lì sino all'ultima giornata del girone di andata (giocata il 27 novembre), il Nissan Motors riuscì a mantenne il punteggio pieno ritrovandosi al giro di boa con dieci punti di vantaggio sul Fujita.
Con l'inizio del girone di ritorno il Nissan Motors iniziò a rallentare, mentre tra le inseguitrici emerse prepotentemente lo Yamaha Motors, che dopo aver inflitto la prima sconfitta stagionale alla capolista ridusse progressivamente il proprio svantaggio sino ad arrivare, a tre gare dal termine, a -3 dalla vetta. In quel frangente, tuttavia, i campioni in carica accusarono una battuta d'arresto perdendo due delle tre gare rimanenti spianando la strada al Nissan Motors verso il suo primo titolo (che arrivò, matematicamente, alla penultima giornata grazie alla vittoria per 1-0 sull'Honda Motor) e permettendo un sorpasso in extremis da parte del neopromosso All Nippon Airways. La lotta per non retrocedere vide coinvolte alcune protagoniste di quegli anni: se il NKK ottenne solo una risicata salvezza sorpassando alla terzultima giornata il Sumitomo Metals (a cui non servì un aggancio in extremis a causa della peggior differenza reti nei confronti dei rivali), non ci fu nulla da fare per il titolato Mitsubishi Heavy Industries che, dopo aver passato gran parte del girone di andata in fondo alla classifica, effettuò un disperato tentativo di rimonta che non le impedì di incappare con una gara di anticipo, nella prima retrocessione della sua storia.
Il secondo raggruppamento vide Toshiba e Hitachi vincere il girone finale riservato alla promozione a scapito del favorito Mazda, che concluse solo al quinto posto. Caddero nelle leghe regionali il Fujieda e il NTT Kansai, piazzatesi ultime con largo anticipo nei rispettivi gironi

## Squadre partecipanti
Division 1
| Club partecipanti   | Club partecipanti | Città     | Stagione 1987-1988                                  |
| ------------------- | ----------------- | --------- | --------------------------------------------------- |
| ANA                 | dettagli          | Yokohama  | 1° in JSL Division 2 (promosso) (come ANA Yokohama) |
| Fujita              | dettagli          | Tokyo     | 9° in JSL Division 1                                |
| Furukawa Electric   | dettagli          | Yokohama  | 7° in JSL Division 1                                |
| Honda Motor         | dettagli          | Hamamatsu | 8° in JSL Division 1                                |
| Matsushita Electric | dettagli          | Osaka     | 1° in JSL Division 2 (promosso)                     |
| Mitsubishi HI       | dettagli          | Tokyo     | 3° in JSL Division 1                                |
| Nissan Motors       | dettagli          | Yokohama  | 4° in JSL Division 1                                |
| NKK                 | dettagli          | Kawasaki  | 2° in JSL Division 1 (come Nippon Kokan)            |
| Sumitomo Metals     | dettagli          | Kashima   | 10° in JSL Division 1                               |
| Yamaha Motors       | dettagli          | Iwata     | Campione del Giappone                               |
| Yanmar Diesel       | dettagli          | Osaka     | 6° in JSL Division 1                                |
| Yomiuri             | dettagli          | Tokyo     | 5° in JSL Division 1                                |

Division 2
| Club partecipanti | Club partecipanti | Città      | Stagione 1987-1988                  |
| ----------------- | ----------------- | ---------- | ----------------------------------- |
| Cosmo Oil         | dettagli          | Yokkaichi  | 8° in JSL Division 2                |
| Fujieda City Hall | dettagli          | Shizuoka   | 2° nei playoff regionali (promosso) |
| Fujitsu           | dettagli          | Kawasaki   | 10° in JSL Division 2               |
| Hitachi           | dettagli          | Kashiwa    | 4° in JSL Division 2                |
| Kawasaki Steel    | dettagli          | Okayama    | 8° in JSL Division 2                |
| Kofu Club         | dettagli          | Kōfu       | 13° in JSL Division 2               |
| Mazda             | dettagli          | Hiroshima  | 11° in JSL Division 1 (retrocesso)  |
| Nippon Steel      | dettagli          | Kitakyūshū | 9° in JSL Division 2                |
| NTT Kansai        | dettagli          | Kyoto      | 14° in JSL Division 2               |
| NTT Kanto         | dettagli          | Saitama    | 5° in JSL Division 2                |
| Osaka Gas         | dettagli          | Osaka      | 12° in JSL Division 2               |
| Tanabe Pharma     | dettagli          | Osaka      | 6° in JSL Division 2                |
| Teijin            | dettagli          | Matsuyama  | 1° nei playoff regionali (promosso) |
| Toho Titanium     | dettagli          | Chigasaki  | 11° in JSL Division 2               |
| Toshiba           | dettagli          | Kawasaki   | 3° in JSL Division 2                |
| Toyota Motors     | dettagli          | Susono     | 12° in JSL Division 1 (promosso)    |

### Allenatori
Division 1
| Club                | Allenatore         |
| ------------------- | ------------------ |
| ANA                 | Toshihiko Shiozawa |
| Fujita              | Yoshinobu Ishii    |
| Furukawa Electric   | Eijun Kiyokumo     |
| Honda Motor         | Masakatsu Miyamoto |
| Matsushita Electric | Yoji Mizuguchi     |
| Mitsubishi HI       | Kuniya Daini       |
| Nissan Motors       | Shū Kamo           |
| NKK                 | Yoshimasa Fukumura |
| Sumitomo Metals     | Atsushi Nomiyama   |
| Yamaha Motors       | Kikuo Konagaya     |
| Yanmar Diesel       | Kuniya Mita        |
| Yomiuri             | George Yonashiro   |

Division 2
| Club              | Allenatore        |
| ----------------- | ----------------- |
| Cosmo Oil         | Mitsuo Kamata     |
| Fujieda City Hall | Sconosciuto       |
| Fujitsu           | Shigeo Yaegashi   |
| Hitachi           | Yoshikazu Nagaoka |
| Kawasaki Steel    | Seiichi Kun       |
| Kofu Club         | Mitsuru Shimizu   |
| Mazda             | Kazuo Imanishi    |
| Nippon Steel      | Oi Narimoto       |
| NTT Kansai        | Sconosciuto       |
| NTT Kanto         | Isao Shirato      |
| Osaka Gas         | Sconosciuto       |
| Tanabe Pharma     | Akio Arai         |
| Teijin            | Sconosciuto       |
| Toho Titanium     | Akira Orido       |
| Toshiba           | Takeo Takahashi   |
| Toyota Motors     | Kenji Soga        |

## Classifiche finali

### JSL Division 1
|                     | Pos. | Squadra             | Pt | G  | V  | N  | P  | GF | GS | DR  |
| ------------------- | ---- | ------------------- | -- | -- | -- | -- | -- | -- | -- | --- |
| Giappone (bandiera) | 1.   | Nissan Motors       | 46 | 22 | 14 | 4  | 4  | 32 | 17 | +15 |
|                     | 2.   | ANA                 | 40 | 22 | 12 | 4  | 6  | 37 | 22 | +15 |
|                     | 3.   | Yamaha Motors       | 39 | 22 | 12 | 3  | 7  | 31 | 21 | +10 |
|                     | 4.   | Fujita              | 36 | 22 | 10 | 6  | 6  | 34 | 20 | +14 |
|                     | 5.   | Yomiuri             | 32 | 22 | 8  | 8  | 6  | 25 | 23 | +2  |
|                     | 6.   | Furukawa Electric   | 29 | 22 | 8  | 5  | 9  | 21 | 19 | +2  |
|                     | 7.   | Matsushita Electric | 29 | 22 | 8  | 5  | 9  | 26 | 30 | -4  |
|                     | 8.   | Yanmar Diesel       | 28 | 22 | 7  | 7  | 8  | 23 | 22 | +1  |
|                     | 9.   | Honda Motor         | 27 | 22 | 7  | 6  | 9  | 20 | 23 | -3  |
|                     | 10.  | NKK                 | 19 | 22 | 3  | 10 | 9  | 17 | 31 | -14 |
|                     | 11.  | Sumitomo Metals     | 19 | 22 | 4  | 7  | 11 | 12 | 37 | -25 |
|                     | 12.  | Mitsubishi HI       | 14 | 22 | 1  | 11 | 10 | 14 | 27 | -13 |

Legenda:

      Campione del Giappone e ammessa al Campionato d'Asia per club 1989-90

      Retrocesse in Japan Soccer League Division 2 1989-90

Note:
Tre punti a vittoria, uno a pareggio, zero a sconfitta.

### JSL Division 2

#### Primo turno
Girone est
|  | Pos. | Squadra           | Pt | G  | V | N | P  | GF | GS | DR  |
|  | ---- | ----------------- | -- | -- | - | - | -- | -- | -- | --- |
|  | 1.   | Toshiba           | 23 | 14 | 9 | 5 | 0  | 38 | 7  | +29 |
|  | 2.   | Fujitsu           | 20 | 14 | 8 | 4 | 2  | 22 | 13 | +9  |
|  | 3.   | Hitachi           | 19 | 14 | 7 | 5 | 2  | 18 | 9  | +9  |
|  | 4.   | NTT Kanto         | 16 | 14 | 6 | 4 | 4  | 16 | 12 | +4  |
|  | 5.   | Kofu Club         | 14 | 14 | 7 | 0 | 7  | 19 | 24 | -5  |
|  | 6.   | Toho Titanium     | 9  | 14 | 3 | 3 | 8  | 10 | 24 | -14 |
|  | 7.   | Cosmo Oil         | 8  | 14 | 2 | 4 | 8  | 13 | 25 | -12 |
|  | 8.   | Fujieda City Hall | 3  | 14 | 1 | 1 | 12 | 7  | 29 | -22 |

Girone ovest
|  | Pos. | Squadra        | Pt | G  | V | N | P  | GF | GS | DR  |
|  | ---- | -------------- | -- | -- | - | - | -- | -- | -- | --- |
|  | 1.   | Mazda          | 22 | 14 | 9 | 4 | 1  | 24 | 6  | +18 |
|  | 2.   | Toyota Motors  | 21 | 14 | 8 | 5 | 1  | 27 | 8  | +19 |
|  | 3.   | Tanabe Pharma  | 19 | 14 | 8 | 3 | 3  | 20 | 11 | +9  |
|  | 4.   | Osaka Gas      | 18 | 14 | 7 | 4 | 3  | 20 | 18 | +2  |
|  | 5.   | Nippon Steel   | 12 | 14 | 4 | 4 | 6  | 16 | 19 | +3  |
|  | 6.   | Kawasaki Steel | 8  | 14 | 1 | 6 | 7  | 8  | 15 | -7  |
|  | 7.   | Teijin         | 8  | 14 | 2 | 4 | 8  | 18 | 32 | -14 |
|  | 8.   | NTT Kansai     | 4  | 14 | 1 | 2 | 11 | 7  | 31 | -24 |

Legenda:

      Ammessa al gruppo promozione
Note:
Due punti a vittoria, uno a pareggio, zero a sconfitta.

#### Secondo turno
Gruppo promozione
|  | Pos. | Squadra       | Pt | G  | V | N | P  | GF | GS | DR  |
|  | ---- | ------------- | -- | -- | - | - | -- | -- | -- | --- |
|  | 1.   | Toshiba       | 21 | 14 | 8 | 5 | 1  | 20 | 10 | +10 |
|  | 2.   | Hitachi       | 18 | 14 | 8 | 2 | 4  | 13 | 9  | +4  |
|  | 3.   | Tanabe Pharma | 17 | 14 | 6 | 5 | 3  | 17 | 13 | +4  |
|  | 4.   | Fujitsu       | 16 | 14 | 6 | 4 | 4  | 16 | 15 | +1  |
|  | 5.   | Mazda         | 14 | 14 | 5 | 4 | 5  | 16 | 9  | +7  |
|  | 6.   | Toyota Motors | 12 | 14 | 3 | 6 | 5  | 18 | 18 | 0   |
|  | 7.   | NTT Kanto     | 10 | 14 | 4 | 2 | 7  | 18 | 20 | -2  |
|  | 8.   | Osaka Gas     | 2  | 14 | 0 | 2 | 11 | 5  | 29 | -24 |

Gruppo retrocessione (est)
|  | Pos. | Squadra           | Pt | G  | V | N | P  | GF | GS | DR  |
|  | ---- | ----------------- | -- | -- | - | - | -- | -- | -- | --- |
|  | 1.   | Kofu Club         | 20 | 20 | 9 | 2 | 9  | 24 | 29 | -5  |
|  | 2.   | Cosmo Oil         | 17 | 20 | 6 | 5 | 9  | 25 | 30 | -5  |
|  | 3.   | Toho Titanium     | 13 | 20 | 4 | 5 | 11 | 17 | 33 | -16 |
|  | 4.   | Fujieda City Hall | 8  | 20 | 2 | 4 | 14 | 11 | 38 | -27 |

Gruppo retrocessione (ovest)
|  | Pos. | Squadra        | Pt | G  | V | N  | P  | GF | GS | DR  |
|  | ---- | -------------- | -- | -- | - | -- | -- | -- | -- | --- |
|  | 1.   | Nippon Steel   | 20 | 20 | 7 | 6  | 7  | 25 | 25 | 0   |
|  | 2.   | Kawasaki Steel | 14 | 20 | 2 | 10 | 8  | 15 | 22 | -7  |
|  | 3.   | Teijin         | 13 | 20 | 4 | 5  | 11 | 26 | 42 | -16 |
|  | 4.   | NTT Kansai     | 9  | 20 | 3 | 3  | 14 | 17 | 42 | -25 |

Legenda:

      Ammessa in Japan Soccer League Division 1 1989-90

      Retrocessa nei campionati regionali
Note:
Due punti a vittoria, uno a pareggio, zero a sconfitta.

## Risultati

### Tabellone
Division 1
|                     | Nis  | ANA  | Yam  | Fuj  | Yom  | Fur  | Mat  | Yan  | Hon  | NKK  | Sum  | MHI  |
| ------------------- | ---- | ---- | ---- | ---- | ---- | ---- | ---- | ---- | ---- | ---- | ---- | ---- |
| Nissan Motors       | –––– | 2-1  | 1-0  | 1-1  | 2-1  | 0-1  | 2-1  | 1-0  | 1-0  | 1-3  | 1-1  | 1-0  |
| ANA                 | 1-2  | –––– | 2-3  | 3-3  | 3-1  | 1-0  | 1-0  | 2-1  | 0-1  | 2-1  | 2-0  | 0-0  |
| Yamaha Motors       | 2-1  | 0-1  | –––– | 0-1  | 3-2  | 2-0  | 0-1  | 2-1  | 2-0  | 2-0  | 0-0  | 2-1  |
| Fujita              | 1-2  | 0-2  | 0-2  | –––– | 3-1  | 4-0  | 3-0  | 3-0  | 1-0  | 2-2  | 5-0  | 1-1  |
| Yomiuri             | 0-2  | 1-1  | 1-0  | 0-2  | –––– | 0-0  | 3-1  | 0-0  | 0-0  | 1-1  | 1-0  | 1-0  |
| Furukawa Electric   | 0-1  | 0-1  | 3-1  | 2-1  | 0-0  | –––– | 0-1  | 0-1  | 0-1  | 1-0  | 5-0  | 2-0  |
| Matsushita Electric | 1-1  | 1-1  | 1-2  | 1-0  | 2-2  | 3-2  | –––– | 1-3  | 3-4  | 0-0  | 1-0  | 2-0  |
| Yanmar Diesel       | 1-0  | 3-1  | 1-2  | 1-1  | 1-3  | 0-1  | 1-0  | –––– | 1-1  | 2-0  | 1-2  | 1-1  |
| Honda Motor         | 0-2  | 1-0  | 1-1  | 0-1  | 0-2  | 1-1  | 1-2  | 0-0  | –––– | 3-0  | 0-1  | 2-1  |
| NKK                 | 0-2  | 2-5  | 3-2  | 0-0  | 0-1  | 0-0  | 2-1  | 0-3  | 1-1  | –––– | 0-0  | 2-2  |
| Sumitomo Metals     | 0-4  | 0-4  | 0-3  | 2-0  | 0-2  | 1-3  | 2-2  | 1-1  | 0-1  | 0-0  | –––– | 2-1  |
| Mitsubishi HI       | 2-2  | 0-3  | 0-0  | 0-1  | 2-2  | 0-0  | 0-1  | 0-0  | 3-2  | 0-0  | 0-0  | –––– |

Division 2 (gruppo est)
|                   | Tos  | Fuj  | Hit  | Nkt  | Kof  | Toh  | Cos  | Fch  |
| ----------------- | ---- | ---- | ---- | ---- | ---- | ---- | ---- | ---- |
| Toshiba           | –––– | 3-3  | 1-0  | 0-0  | 4-0  | 0-0  | 4-0  | 2-0  |
| Fujitsu           | 1-1  | –––– | 2-0  | 1-2  | 2-1  | 1-2  | 2-0  | 2-1  |
| Hitachi           | 1-1  | 1-1  | –––– | 1-0  | 2-0  | 0-0  | 2-2  | 3-0  |
| NTT Kanto         | 0-4  | 0-2  | 0-0  | –––– | 2-0  | 1-0  | 2-0  | 3-1  |
| Kofu Club         | 1-5  | 0-1  | 1-3  | 2-0  | –––– | 1-0  | 3-2  | 2-0  |
| Toho Titanium     | 0-5  | 1-2  | 0-2  | 1-6  | 1-2  | –––– | 0-0  | 2-1  |
| Cosmo Oil         | 1-2  | 1-1  | 0-1  | 0-0  | 2-4  | 3-1  | –––– | 0-2  |
| Fujieda City Hall | 0-6  | 0-1  | 1-2  | 0-0  | 0-2  | 0-2  | 1-2  | –––– |

Division 2 (gruppo ovest)
|                | Maz  | Tom  | Tan  | Osa  | Nip  | Kaw  | Tei  | Nks  |
| -------------- | ---- | ---- | ---- | ---- | ---- | ---- | ---- | ---- |
| Mazda          | –––– | 0-0  | 1-0  | 2-0  | 4-1  | 0-0  | 3-1  | 3-0  |
| Toyota Motors  | 1-1  | –––– | 2-0  | 0-1  | 2-0  | 1-0  | 4-0  | 1-1  |
| Tanabe Pharma  | 1-0  | 0-0  | –––– | 2-3  | 0-0  | 1-1  | 3-2  | 3-1  |
| Osaka Gas      | 1-1  | 2-5  | 1-2  | –––– | 1-1  | 0-0  | 2-2  | 2-1  |
| Nippon Steel   | 0-1  | 1-1  | 0-1  | 2-3  | –––– | 2-0  | 3-1  | 0-1  |
| Kawasaki Steel | 0-2  | 0-1  | 0-3  | 0-1  | 0-1  | –––– | 1-1  | 4-1  |
| Teijin         | 1-2  | 2-5  | 0-1  | 0-2  | 3-3  | 2-2  | –––– | 2-1  |
| NTT Kansai     | 0-4  | 0-4  | 0-3  | 0-1  | 1-3  | 0-0  | 0-1  | –––– |

Division 2 (gruppo promozione)
|               | Tos  | Hit  | Tan  | Fuj  | Maz  | Tom  | Ntk  | Osa  |
| ------------- | ---- | ---- | ---- | ---- | ---- | ---- | ---- | ---- |
| Toshiba       | –––– | 2-0  | 3-2  | 0-0  | 1-1  | 1-0  | 0-0  | 2-1  |
| Hitachi       | 0-1  | –––– | 0-1  | 0-1  | 2-1  | 2-1  | 2-0  | 2-1  |
| Tanabe Pharma | 0-2  | 0-0  | –––– | 0-1  | 2-1  | 2-1  | 2-0  | 3-1  |
| Fujitsu       | 2-2  | 0-1  | 1-1  | –––– | 2-0  | 4-1  | 1-1  | 1-0  |
| Mazda         | 0-1  | 0-1  | 0-0  | 3-0  | –––– | 1-0  | 1-0  | 5-0  |
| Toyota Motors | 2-1  | 0-1  | 1-1  | 1-0  | 0-0  | –––– | 1-3  | 3-0  |
| NTT Kanto     | 2-2  | 1-1  | 2-2  | 4-1  | 0-3  | 2-3  | –––– | 2-0  |
| Osaka Gas     | 0-2  | 0-1  | 0-1  | 1-2  | 0-0  | 0-4  | 1-1  | –––– |

Division 2 (gruppo retrocessione est)
|                   | Kof  | Cos  | Toh  | Fch  |
| ----------------- | ---- | ---- | ---- | ---- |
| Kofu Club         | –––– | 1-0  | 1-1  | 0-1  |
| Cosmo Oil         | 3-1  | –––– | 1-0  | 5-1  |
| Toho Titanium     | 0-2  | 2-3  | –––– | 3-1  |
| Fujieda City Hall | 0-0  | 0-0  | 1-1  | –––– |

Division 2 (gruppo retrocessione ovest)
|                | Nip  | Kaw  | Tei  | Nka  |
| -------------- | ---- | ---- | ---- | ---- |
| Nippon Steel   | –––– | 1-1  | 2-1  | 3-1  |
| Kawasaki Steel | 0-0  | –––– | 0-1  | 2-1  |
| Teijin         | 0-1  | 3-3  | –––– | 2-1  |
| NTT Kansai     | 3-2  | 1-1  | 3-1  | –––– |

### Playoff Division 2 (9º-16º posto)
|                |                           |                   | Città e data |
| -------------- | ------------------------- | ----------------- | ------------ |
| Nippon Steel   | 1-1 (d.t.s.) 1-3 (d.c.r.) | Kofu Club         | 1989         |
| Kawasaki Steel | 0-0 (d.t.s.) 2-3 (d.c.r.) | Cosmo Oil         | 1989         |
| Teijin         | 3-2                       | Toho Titanium     | 1989         |
| NTT Kansai     | 3-2                       | Fujieda City Hall | 1989         |

## Statistiche

### Classifica in divenire
Division 1
| [ 5 ]               | 1ª  | 2ª | 3ª | 4ª | 5ª | 6ª | 7ª | 8ª | 9ª | 10ª | 11ª | 12ª | 13ª | 14ª | 15ª | 16ª | 17ª | 18ª | 19ª | 20ª | 21ª | 22ª |    |
| ------------------- | --- | -- | -- | -- | -- | -- | -- | -- | -- | --- | --- | --- | --- | --- | --- | --- | --- | --- | --- | --- | --- | --- | -- |
| [ 5 ]               | ANA | 1  | 2  | 2  | 2  | 2  | 5  | 8  | 11 | 12  | 15  | 15  | 18  | 18  | 21  | 24  | 25  | 28  | 31  | 33  | 34  | 37  | 40 |
| Fujita              | 3   | 4  | 4  | 4  | 7  | 10 | 13 | 16 | 17 | 20  | 23  | 23  | 26  | 29  | 29  | 29  | 32  | 33  | 34  | 34  | 35  | 36  |    |
| Furukawa Electric   | 0   | 3  | 3  | 4  | 7  | 8  | 8  | 8  | 11 | 11  | 11  | 14  | 15  | 16  | 19  | 19  | 22  | 22  | 22  | 25  | 28  | 29  |    |
| Honda Motor         | 0   | 1  | 4  | 7  | 7  | 10 | 11 | 14 | 14 | 15  | 18  | 21  | 22  | 22  | 22  | 22  | 22  | 23  | 26  | 26  | 26  | 27  |    |
| Matsushita Electric | 1   | 1  | 1  | 4  | 7  | 7  | 10 | 10 | 10 | 13  | 13  | 14  | 17  | 17  | 20  | 23  | 26  | 27  | 28  | 28  | 28  | 29  |    |
| Mitsubishi HI       | 0   | 1  | 2  | 3  | 3  | 4  | 4  | 5  | 6  | 6   | 6   | 6   | 6   | 7   | 7   | 8   | 9   | 9   | 10  | 13  | 14  | 14  |    |
| Nissan Motors       | 3   | 6  | 9  | 12 | 15 | 18 | 21 | 24 | 27 | 30  | 33  | 33  | 34  | 37  | 37  | 38  | 38  | 39  | 39  | 42  | 45  | 46  |    |
| NKK                 | 1   | 4  | 5  | 6  | 6  | 6  | 6  | 6  | 7  | 8   | 8   | 9   | 10  | 11  | 14  | 14  | 14  | 15  | 15  | 18  | 18  | 19  |    |
| Sumitomo Metals     | 3   | 3  | 4  | 4  | 7  | 7  | 7  | 7  | 8  | 8   | 8   | 9   | 10  | 10  | 10  | 13  | 16  | 16  | 17  | 17  | 18  | 19  |    |
| Yamaha Motors       | 3   | 3  | 4  | 7  | 10 | 10 | 11 | 14 | 15 | 15  | 18  | 21  | 24  | 24  | 27  | 30  | 30  | 33  | 36  | 36  | 36  | 39  |    |
| Yanmar Diesel       | 0   | 1  | 4  | 4  | 4  | 5  | 8  | 9  | 9  | 9   | 12  | 13  | 16  | 16  | 16  | 17  | 18  | 21  | 24  | 27  | 28  | 28  |    |
| Yomiuri             | 1   | 2  | 5  | 6  | 6  | 7  | 7  | 7  | 10 | 13  | 16  | 19  | 20  | 20  | 23  | 24  | 24  | 25  | 25  | 28  | 31  | 32  |    |

### Classifiche di rendimento

#### Division 1
| Andata              | Andata | Ritorno            | Ritorno |
|                     |        |                    |         |
| Nissan Motors       | 33     | ANA                | 25      |
| Fujita              | 23     | Yamaha Motors      | 21      |
| Yamaha Motors       | 18     | Furukawa Electric  | 18      |
| Honda Motor         | 18     | Yomiuri            | 16      |
| Yomiuri             | 16     | Matushita Electric | 16      |
| ANA                 | 15     | Yanmar Diesel      | 16      |
| Matsushita Electric | 13     | Nissan Motors      | 13      |
| Yanmar Diesel       | 12     | Fujita             | 13      |
| Furukawa Electric   | 11     | NKK                | 11      |
| Sumitomo Metals     | 8      | Sumitomo Metals    | 11      |
| NKK                 | 8      | Honda Motor        | 9       |
| Mitsubishi HI       | 6      | Mitsubishi HI      | 8       |

| Casa                | Casa | Trasferta           | Trasferta |
|                     |      |                     |           |
| Yamaha Motors       | 22   | Nissan Motors       | 26        |
| Nissan Motors       | 20   | ANA                 | 20        |
| ANA                 | 20   | Yamaha Motors       | 17        |
| Fujita              | 20   | Fujita              | 16        |
| Yomiuri             | 17   | Yomiuri             | 15        |
| Furukawa Electric   | 16   | Honda Motor         | 15        |
| Matsushita Electric | 16   | Matsushita Electric | 13        |
| Yanmar Diesel       | 15   | Yanmar Diesel       | 13        |
| Honda Motor         | 12   | Furukawa Electric   | 13        |
| NKK                 | 11   | Sumitomo Metals     | 10        |
| Mitsubishi HI       | 10   | NKK                 | 8         |
| Sumitomo Metals     | 9    | Mitsubishi HI       | 4         |

### Primati stagionali
| Record della Division 1 - Maggior numero di vittorie: Nissan Motors (14) - Minor numero di sconfitte: Nissan Motors (4) - Miglior attacco: ANA (37) - Miglior difesa: Nissan Motors (17) - Miglior differenza reti: Nissan Motors e ANA (+15) - Maggior numero di pareggi: Mitsubishi HI (11) - Minor numero di pareggi: Yamaha Motors (3) - Maggior numero di sconfitte: Sumitomo Metals(11) - Minor numero di vittorie: Mitsubishi HI (1) - Peggior attacco: Sumitomo Metals (12) - Peggior difesa: Sumitomo Metals (37) - Peggior differenza reti: Sumitomo Metals (-25) | Record della Division 2 - Maggior numero di vittorie: Toshiba (17) - Minor numero di sconfitte: Toshiba (1) - Miglior attacco: Toshiba (58) - Miglior differenza reti: Toshiba (+41) - Maggior numero di pareggi: Toshiba, NTT Kanto e Kawasaki Steel (10) - Minor numero di pareggi: Kofu Club (2) - Maggior numero di sconfitte: Osaka Gas (15) - Minor numero di vittorie: Kawasaki Steel e Fujieda City Hall (2) - Peggior attacco: Kawasaki Steel (11) - Peggior differenza reti: Fujieda City Hall (-27) |

### Classifica marcatori
| Assist |  | Giocatore          | Squadra             |
| ------ |  | ------------------ | ------------------- |
| 11     |  | Adílson            | Yamaha Motors       |
| 10     |  | Osamu Maeda        | ANA                 |
| 9      |  | Masanobu Yamaguchi | Matsushita Electric |
| 9      |  | Kōichi Hashiratani | Nissan Motors       |
| 9      |  | Kōichi Kobayashi   | Fujita              |
| 9      |  | Katsuhiro Kusaki   | Yanmar Diesel       |
| 7      |  | Kazushi Kimura     | Nissan Motors       |

| Assist |  | Giocatore | Squadra |
| ------ |  | --------- | ------- |
| 22     |  | Calvanese | Toshiba |